# Elke Vollmer
Elke Vollmer (ur. 18 sierpnia 1961) – niemiecka lekkoatletka specjalizująca się w biegach sprinterskich. W czasie swojej kariery reprezentowała Republikę Federalną Niemiec.

## Sukcesy sportowe
- trzykrotna brązowa medalistka mistrzostw Europy juniorek (Bydgoszcz 1979), w biegach na 100 i 200 metrów oraz w sztafecie 4 x 100 metrów[1]
- srebrna medalistka halowych mistrzostw RFN w biegu na 60 metrów – 1980[2]
- srebrna medalistka mistrzostw RFN w biegu na 100 metrów – 1983[3]

## Rekordy życiowe
- bieg na 60 metrów (hala) – 7,45 – Sindelfingen 02/03/1980